# 水鳥真美
水鳥 真美（みずとり まみ、1960年〈昭和35年〉11月15日 - ）は日本の外交官、国際公務員。駐英公使、イースト・アングリア大学付属セインズベリー日本藝術研究所所長等を経て、日本人女性初の国連事務総長特別代表として国連防災機関代表を務めた。

## 人物・経歴
東京都生まれ。女子学院中学校・高等学校を経て、1983年一橋大学法学部第三課程卒業、外務省入省。1986年スペイン外交官学校国際関係ディプロマ課程修了。歴史学者のバラック・クシュナー（英ケンブリッジ大学教授）は夫。
在アメリカ合衆国日本国大使館政務班一等書記官、外務大臣官房人事課首席事務官、北米局日米地位協定室長、総合外交政策局国連政策課長、同局安全保障政策課長、在英国日本国大使館公使、同広報文化センター所長を歴任した。1996年の在ペルー日本大使公邸占拠事件ではワシントンD.C.から支援のためリマに入り、現地対策本部顧問の補佐や、青木盛久大使の会見での通訳などをした。
温厚な性格で知られ、女性初の外務事務次官候補ともいわれたが、外務省大臣官房会計課長を最後に、2010年に辞職し、夫と暮らすため英国ケンブリッジに移住。ロンドン大学東洋アフリカ研究学院助教及び、イングランド東部ノリッジのイースト・アングリア大学付属セインズベリー日本藝術研究所上席研究員に就任。2011年からは同研究所統括役所長及びイースト・アングリア大学日本学特別顧問を務めた。
この間、難民を助ける会理事、大和日英基金執行理事、ロンドン日本協会理事、英フィデリティ・ジャパニーズ・バリューズ社取締役、日英21世紀委員会委員、ジャパン・ソサエティー理事等を兼務し、立命館アジア太平洋大学で東アジア・ガバナンス論の、早稲田大学で国際関係論の教鞭を執った。
2018年、ロバート・グラッサーの後任として、国際連合事務総長特別代表（防災担当）に就任した。国連国際防災戦略事務局代表として国連防災世界会議などにあたる。なお、日本人が事務総長特別代表に就任するのは山本忠通に次いで歴代4人目となり、日本人女性初である。また、同年岡井朝子が国連開発計画危機対応局長に任命されており、外務省出身の日本人女性の国連幹部への登用が続いた。
2022年9月22日、来たる27日に実施予定の故安倍晋三国葬儀に水鳥が国連防災機関代表として参列することが、日本国外務省により発表された。2024年難民を助ける会常任理事、三井住友海上火災保険顧問。

## 著述
- 「米国の対中南米政策」『ラテン・アメリカ時報』第40巻第8号、ラテンアメリカ協会、1997年8月、9-13頁、ISSN 13435019、NAID 40003716894。
- 「戦前戦後の動向から分析 賞味期限切れのクール・ジャパン : 広報文化外交の再考が必要」『金融財政business : 時事トップ・コンフィデンシャル+』第10236号、時事通信社、2012年4月、4, 6-11頁、NAID 40019200759。
- 「ロンドン大会を通じて考察 今問われる五輪開催の意義 : 何をもって成功と言えるのか」『金融財政business : 時事トップ・コンフィデンシャル+』第10267号、時事通信社、2012年8月、10-13頁、NAID 40019377993。
- 「英「レビソン報告書」を基に分析 誰のための報道の自由か : プライバシー保護との関係」『金融財政business : 時事トップ・コンフィデンシャル+』第10296号、時事通信社、2012年12月、14-17頁、NAID 40019514813。
- 「王室存続の要因を分析 変革に身を委ねてきた英王室 : 「恐怖の年」乗り越えた女王」『金融財政business : 時事トップ・コンフィデンシャル+』第10322号、時事通信社、2013年4月、4-8頁、NAID 40019624894。
- 「News Eye スノーデン事件の余波続く 問われる諜報活動の在り方」『金融財政business : 時事トップ・コンフィデンシャル+』第10348号、時事通信社、2013年8月、14-17頁、NAID 40019718892。
- 「国際経済 「登録制」求める意見も 3つの危機に見舞われるBBC : 問われる公共放送の将来像」『金融財政business : 時事トップ・コンフィデンシャル+』第10411号、時事通信社、2014年5月、16-18頁、NAID 40020058546。
- 「外交・国際 1カ月後に迫る 独立を問うスコットランド住民投票 : 夢と希望を売る賛成派と不安を煽る反対派」『金融財政business : 時事トップ・コンフィデンシャル+』第10432号、時事通信社、2014年8月、14-17頁、NAID 40020154720。
- 「スコットランド独立問題・否決後に漂う焦燥感 : 英国連合体制に残した亀裂と課題」『外交 = Diplomacy』第28巻、外務省、2014年11月、118-122頁、NAID 40020272494。
- 「参政権獲得の戦いから始まった歴史 英国における女性の社会進出 : 目標達成状況の厳格なフォローが不可欠」『金融財政business : 時事トップ・コンフィデンシャル+』第10450号、時事通信社、2014年11月、14-18頁、NAID 40020248595。
- 「外交・国際 英米関係の現状と課題 : 「特別な関係」は生き残れるのか」『金融財政business : 時事トップ・コンフィデンシャル+』第10479号、時事通信社、2015年3月、12-16頁、NAID 40020390814。
- 「外交・国際 英国の現実的な対中国外交路線 : 驚くに値しないAIIB参加」『金融財政business : 時事トップ・コンフィデンシャル+』第10503号、時事通信社、2015年6月、10-14頁、NAID 40020499807。
- 「トレンド2015 難民問題で垣間見る欧州連合の同床異夢」『外交 = Diplomacy』第33巻、外務省、2015年9月、65-71頁、NAID 40020602321。
- 「外交・国際 米キューバ、歴史的転換で国交回復 : オバマ政権の「レガシー」となるか」『金融財政business : 時事トップ・コンフィデンシャル+』第10529号、時事通信社、2015年10月、14-17頁、NAID 40020615227。
- 「外交・国際 英国がリトルイングランドになる日 : EU悩ますグレートブリテン存続の危機」『金融財政business : 時事トップ・コンフィデンシャル+』第10558号、時事通信社、2016年2月、4-8頁、NAID 40020795024。
- 「英国メイ新政権が担うBREXIT国民投票の〈後始末〉 (特集 動揺する戦後国際秩序)」『外交 = Diplomacy』第39巻、外務省、2016年9月、112-115頁、NAID 40020983057。
- 「国際経済 BREXITという選択 : 英国はどこに向かうのか」『金融財政business : 時事トップ・コンフィデンシャル+』第10615号、時事通信社、2016年10月、4-7頁、NAID 40020973597。
- 「国際シンポジウム 基調講演 国際社会における文化交流活動は必要だと思いますか?」『学習院大学国際研究教育機構研究年報 = The annual bulletin of the Global Exchange Organization for Research and Education, Gakushuin University』第3号、学習院大学国際研究教育機構、2017年、37-44頁、ISSN 2189-0838、NAID 120006029090。
- 「巻頭インタビュー 「対応」から「予防」へ 国連が挑む新しい防災枠組」『外交 = Diplomacy』第50巻、外務省、2018年7月、6-11頁、NAID 40021663234。

共著
- 田丸美寿々、赤松良子、水鳥真美「婦人公論井戸端会議 外務省は本当に大丈夫か」『婦人公論』第87巻第13号、中央公論新社、2002年7月、152-157頁、NAID 40003331431。
- 「対談 激甚化する災害にどう立ち向かうか (特集 脅威を遮断する「人間の安全保障」構築)」『公明』公明党機関紙委員会、2019年1月、2-13面。
- 『パブリック・ディプロマシー戦略 : イメージを競う国家間ゲームにいかに勝利するか』PHP研究所、2014年3月。ISBN 9784569818528。